# Pseudochromis erdmanni
Pseudochromis erdmanni, thường được gọi là cá đạm bì Erdmann, là một loài cá biển thuộc chi Pseudochromis trong họ Cá đạm bì. Loài này được mô tả lần đầu tiên vào năm 2011. Tên của loài này, erdmanni, được đặt theo tên của Mark Erdmann, thuộc Tổ chức Bảo tồn Quốc tế, người đã thu thập mẫu vật của loài này.

## Phân bố và môi trường sống
P. erdmanni phân bố ở phía tây Thái Bình Dương, là loài đặc hữu của Indonesia. Chúng chỉ được biết đến ở vùng đông bắc nước này: từ Bắc Sulawesi đến tỉnh Papua, và kéo dài về phía nam ít nhất là tới đảo Ambon. P. erdmanni được tìm thấy trong những khu vực có nhiều rạn san hô thấp ở độ sâu khoảng 20 – 66 m trở lại, nhưng thường là từ 45 m trở lên.

## Mô tả
P. erdmanni trưởng thành dài khoảng 8 cm và là loài dị hình giới tính. Cá mái chỉ có duy nhất một màu xám với một sọc mảnh màu trắng xanh dưới mắt, thân trên có nhiều chấm đen và sậm màu hơn thân dưới. Cá đực của P. erdmanni khác Pseudochromis steenei ở chỗ thiếu dải màu tối ở vây hậu môn và vây bụng; đối với Pseudochromis moorei thì sọc trắng dưới mắt của P. erdmanni rõ hơn. Về màu sắc thì cả ba cá thể trên đều giống nhau: thân trước có màu vàng cam với một đốm đen ở mang, thân trên nhiều chấm nhỏ li ti, còn lại có màu xám.
Số gai ở vây lưng: 3; Số vây tia mềm ở vây lưng: 25 - 27; Số gai ở vây hậu môn: 3; Số vây tia mềm ở vây hậu môn: 13 - 14; Số vây tia mềm ở vây ngực: 17 - 19; Số vây tia mềm ở vây đuôi: 27 - 28.
Thức ăn của P. erdmanni có lẽ là rong tảo và các sinh vật phù du nhỏ. Thường sống đơn độc hoặc thành đôi.